# Aeropuerto de Gualeguaychú
El Aeropuerto de Gualeguaychú (IATA: GHU - OACI: SAAG - ANAC: GUA) es un aeropuerto argentino inaugurado en 1975 que brinda servicios de tránsito aéreo, nacionales e de información a internacionales. se encuentra en la ciudad de Gualeguaychú, Entre Ríos. En el pasado recibió vuelos de Línea Aérea de Entre Ríos, LAPA, LADE, ORION, Pilmaiken y Aerolíneas Argentinas.